# Walygator Grand-Est
Walygator Grand Est is een pretpark in Frankrijk. Het park is gelegen tussen Metz en Thionville in het departement Moselle. Tot 2006 heette het park Walibi Lorraine (Lotharingen).

## Geschiedenis[1]
- 1989 - Op 9 mei 1989 opent Big Bang Schtroumpf zijn deuren. Het park geeft vooral de wereld van de Smurfen weer.
- 1990 - Het pretpark krijgt zijn eerste zware crisis. Het ontvangt dit jaar slechts 380.000 bezoekers terwijl er 1,8 miljoen verwacht werden. Het park wordt failliet verklaard en het wordt verkocht aan een nieuwe parkgroep, de Walibi Group, die ook alle andere Walibi-parken in bezit heeft.
- 1991 - Walibi, de oranje kangoeroe, doet zijn intrede in het park. Naast de Smurfen wordt hij de mascotte van het park. Het park introduceert zijn nieuwe naam: Walibi Schtroumpf.
- 1998 - Walibi Schtroumpf wordt doorverkocht aan de Premier Parks-groep, beter bekend onder de naam Six Flags. Het park breidt uit en de oppervlakte wordt zo 162 hectare met hierop 42 attracties.
- 2003 - Walibi Schtroumpf verandert in Walibi Lorraine. Het park verwijdert alle Smurfen.
- 2004 - Six Flags trekt zich terug uit Europa. Walibi Lorraine wordt samen met de andere Europese Six Flags-parken verkocht aan Palamon Capital Partners, die de parken bundelt onder de naam StarParks.
- 2006 - StarParks besluit Walibi Lorraine af te splitsen van de andere parken. De licentie voor de kangoeroe blijft geldig tot het einde van het seizoen 2006. De nieuwe eigenaars, kermisbroers Didier en Claude Le Douarin, kondigen in augustus de nieuwe naam aan. De broers wilden meer bezoekers trekken door meer overdekte attracties te bouwen in lege hallen.
- 2007 - Op 6 april 2007 opent Walygator Parc zijn deuren, dit samen met vele veranderingen en een nieuwe achtbaan.
- 2009 - In september koopt Walygator Parc de omgekeerde achtbaan Orochi (uit Expoland, Japan). Deze door Bolliger & Mabillard gebouwde baan kreeg als nieuwe naam The Monster.
- 2012 - Het gaat slecht met Walygator Parc. Het park staat op de rand van een faillissement.
- 2013 - Begin januari 2013 wordt bekend dat het park failliet is en verkocht zal worden. Het park blijft abonnementen verkopen voor het seizoen 2013. Begin maart worden vier investeerders gevonden om het park nieuw leven in te blazen met groot onderhoud, nieuwe naam en nieuwe mascotte.
- 2014 - Dit jaar houdt het park zich vooral bezig met renovaties van een aantal gebieden.
- 2015 - Het park krijgt dit jaar een nieuw themagedeelte genaamd Dino World. De wildwaterbaan wordt opgeknapt en gethematiseerd met dinoattributen. De naam van de attractie verandert hierdoor in Dino-Raft. Verder plaatst het park in dit nieuwe gedeelte nog een nieuwe attractie, namelijk de Dino Bike.
- 2016 - Het park wordt opnieuw doorverkocht, dit keer aan de Spaanse groep Aspro Parks. Deze groep krijgt het park in bezit via de Luxemburgse investeringsgroep CLP.[2]
- 2021 - Vanwege de naamsverandering van Walibi Sud-Ouest naar Walygator Sud-Ouest verandert het park de naam in Walygator Grand Est.

## Attracties

### Achtbanen
| Naam           | Type                | Bouwer               | Bouwjaar | Foto |
| -------------- | ------------------- | -------------------- | -------- | ---- |
| Anaconda       | Houten achtbaan     | William Cobb         | 1989     |      |
| Comet          | Stalen achtbaan     | Vekoma               | 1989     |      |
| Family Coaster | Stalen achtbaan     | Pinfari              | 2007     |      |
| The Monster    | Omgekeerde achtbaan | Bolliger & Mabillard | 2010     |      |

### Thrill rides
| Naam          | Type          | Bouwer                | Bouwjaar | Reacties                     |
| ------------- | ------------- | --------------------- | -------- | ---------------------------- |
| Caribean boat | Schommelschip | HUSS Park Attractions | 1992     |                              |
| G-Lock        | Air race      | Zamperla              | 2014     |                              |
| Space Shoot   | Space Shot    | S&S Power             | 1998     | Gesloten tussen 2010 en 2012 |

### Waterattracties
| Naam            | Type                   | Bouwer            | Bouwjaar |
| --------------- | ---------------------- | ----------------- | -------- |
| Aquachute       | Waterglijbaan          | Van Egdom         | 1991     |
| Dino-Raft       | Rapid river            | Alsthom en Soquet | 1989     |
| Rivière sauvage | Wildwaterbaan          | Soquet            | 1992     |
| Splash kids     | Wildwaterbaan kinderen | Zamperla          | 1989     |
| Waly boat       | Tow boat ride          | MACK Rides        | 1989     |

### Andere attracties
- Le Marais aux Alligators
- The Terror House
- Le Mistral
- Monorail
- Peter Pan
- Krinoline

Het park heeft ook nog enkele andere attracties.